# 낭만주의 작곡가 목록
낭만주의 시대 작곡가의 목록. 이 목록은 순수하게 연대기적인 순서이며, 통상적으로 낭만주의 작곡가로 분류되지 않는 작곡가도 포함되어 있다.

## 초기 낭만주의 시대 작곡가 (1800-19년 출생)
| 이름                           | 출생 | 사망 | 국적              | 비고 |
| ------------------------------ | ---- | ---- | ----------------- | --- |
| 빈첸초 벨리니                  | 1801 | 1835 | 이탈리아          | en:I Puritani, Norma, La sonnambula 등으로 알려진 오페라 작곡가. |
| Tomasz Padura                  | 1801 | 1871 | 우크라니아-폴란드 | 우크라이나 스쿨(Ukrainian school)의 시인. Torban 연주가. 작곡가, 작사가. |
| Jean-Baptiste Duvernoy         | 1802 | 1880 | 프랑스            | 작곡가이자 피아니스트. |
| 아메데 메로                    | 1802 | 1874 | 프랑스            | 작곡가. 그의 작품은 높은 난이도로 유명함. |
| Cesare Pugni                   | 1802 | 1870 | 이탈리아          | 많은 발레 곡을 작곡한 작곡가. |
| Eliza Flower                   | 1803 | 1846 | 영국              | 작곡가. |
| 아돌프 아당                    | 1803 | 1856 | 프랑스            | 작곡가. 그의 발레곡 지젤로 유명함. |
| 엑토르 베를리오즈              | 1803 | 1869 | 프랑스            | 작곡가. 그의 프로그램 교향곡(표제 음악)인 환상 교향곡으로 유명함. |
| Henri Herz                     | 1803 | 1888 | 오스트리아        | 작곡가이자 피아니스트. |
| Franz Lachner                  | 1803 | 1890 | 독일              | 작곡가이자 지휘자. Ignaz Lachner와 Vinzenz Lachner의 형제 |
| Louise Farrenc                 | 1804 | 1875 | 프랑스            | 작곡가. 세 개의 교향곡과 피아노 육중주와 wind quintet을 포함한 많은 실내악을 썼음. |
| 미하일 글린카                  | 1804 | 1857 | 러시아            | 국민주의 작곡가. 그의 작품인 황제에게 바친 목숨으로 유명함. |
| 요한 슈트라우스 1세            | 1804 | 1849 | 오스트리아        | 춤곡 작곡가. 라데츠키 행진곡으로 유명함. |
| en:Fanny Mendelssohn           | 1805 | 1847 | 독일              | 작곡자이자 피아니스트. 펠릭스 멘델스존의 누이. |
| en:Leopold von Zenetti         | 1805 | 1892 | 오스트리아        | 작곡가. 안톤 브루크너의 스승 중 한명으로 알려져 있음. |
| en:Napoléon Coste              | 1805 | 1883 | 프랑스            | 거장 기타리스트, 교사이자 작곡가. |
| en:Juan Crisóstomo Arriaga     | 1806 | 1826 | 스페인            | 작곡가. 19세에 사망하였는데 D장조 교향곡과 세 개의 관현악 사중주로 인해, 그 때 이미 "스페인의 모짜르트"라는 별명이 있었음.                                                                            |
| en:Johann Kaspar Mertz         | 1806 | 1856 | 헝가리            | 작곡가. 기타 곡으로 유명함. |
| 프리드리히 부르크뮐러          | 1806 | 1874 | 독일              | 작곡가이자 피아니스트. Norbert Burgmüller의 형제. |
| Carlo Curti                    | 1807 | 1872 | 이탈리아          | 첼리스트. 첼로와 피아노 곡을 작곡함. Parma의 Royal School of Music에서 교육자로 있었음. |
| en:Ignaz Lachner               | 1807 | 1895 | 독일              | 지휘자, 다작의 작곡가, 오르가니스트. 현악 사중주와 삼중주와 같은 실내곡으로 유명함. |
| 마이클 윌리엄 발프             | 1808 | 1870 | 아일랜드          | 지휘자이자 작곡가. 오페라 집시 소녀로 알려져 있음. |
| en:Sebastián Iradier           | 1809 | 1865 | 스페인            | 작곡가. La Paloma로 알려져 있음. |
| 펠릭스 멘델스존                | 1809 | 1847 | 독일              | 지휘자, 음악 감독, 작곡가이자 피아니스트. Fanny Mendelssohn의 형제이며, 한여름 밤의 꿈 (오페라)의 결혼행진곡으로 유명함.                                                                              |
| en:Otto Lindblad               | 1809 | 1864 | 스웨덴            | 작곡가. |
| 프레데리크 쇼팽                | 1810 | 1849 | 폴란드            | 작곡가이자 거장 피아니스트. 녹턴 (쇼팽), 발라드 (고전 음악), 스케르초, 연습곡 (쇼팽)과 마주르카, 폴로네즈, 왈츠 등과 같은 폴란드 춤곡을 작곡함.                                                       |
| en:Ferenc Erkel                | 1810 | 1893 | 헝가리            | 그랜드 오페라의 작곡가. |
| 오토 니콜라이                  | 1810 | 1849 | 독일              | 오페라 작곡가이자 지휘자. 윈저의 경쾌한 아낙네들로 유명함. |
| en:Norbert Burgmüller          | 1810 | 1836 | 독일              | 작곡가. 로베르트 슈만으로부터 호평을 받음. |
| 로베르트 슈만                  | 1810 | 1856 | 독일              | 작곡자, 피아니스트이자 클라라 슈만의 남편. 중요한 가곡 작가, 많은 곡을 작곡했으며 특히 많은 피아노 소품, 네개의 교향곡, 협주곡, 실내곡을 썼음.                                                        |
| en:Ludwig Schuncke             | 1810 | 1834 | 독일              | 작곡가이자 피아니스트. |
| Ferdinand David                | 1810 | 1873 | 독일              | 작곡가이자 바이올리니스트. |
| en:Vinzenz Lachner             | 1811 | 1893 | 독일              | 작곡가. Franz Lachner와 Ignaz Lachner의 형제. |
| 프란츠 리스트                  | 1811 | 1886 | 헝가리            | 작곡가이자 거장 피아니스트. 수 많은 교향시를 쓰고 피아노 테크닉을 확장시켰음. 헝가리 광시곡을 비롯하여 많은 피아노 솔로 작품을 썼음. 낭만주의 시대의 가장 영향력 있고 독특한 피아노 작곡가 중 하나임. |
| en:Ferdinand Hiller            | 1811 | 1885 | 독일              | 작곡가이자 지휘자, 작가, 음악 감독. 펠릭스 멘델스존의 친한 친구. |
| en:Wilhelm Taubert             | 1811 | 1891 | 독일              | 피아니스트, 작곡가, 지휘자. |
| 앙브루아즈 토마                | 1811 | 1896 | 프랑스            | 작곡가. 오페라 미뇽, 햄릿 (동음이의)으로 유명함. |
| en:Spyridon Xyndas             | 1812 | 1896 | 그리스            | 오페라 작곡가이자 기타리스트. |
| en:Sigismond Thalberg          | 1812 | 1871 | 오스트리아        | 작곡가. 낭만주의 시대의 가장 독특한 피아니스트 중 한명. |
| en:Louis-Antoine Jullien       | 1812 | 1860 | 프랑스            | 지휘자이자 작곡가. |
| en:Emilie Mayer                | 1812 | 1883 | 독일              | 여덟 개의 교향곡과 오버츄어, 가곡, 다양한 실내악의 작곡가. |
| 프리드리히 폰 플로토           | 1812 | 1883 | 독일              | 작곡가. 그의 오페라 말타(Martha)로 유명함. |
| en:Alexandre Dubuque           | 1812 | 1898 | 러시아, 프랑스    | 작곡가이자 교사. |
| en:Joaquín Espín y Guillén     | 1812 | 1881 | 스페인            | 오페라와 zarzuela 작곡가. Padilla, Carlo Broschi, El encogido y el estirado로 알려져 있음. |
| en:Johann Rufinatscha          | 1812 | 1893 | 오스트리아        | 작곡가. |
| 알렉산드르 다르고미시스키      | 1813 | 1869 | 러시아            | 작곡가. |
| en:Semen Hulak-Artemovsky      | 1813 | 1873 | 우크라니아        | 오페라 작곡가, 성악가(바리톤), 배우, 극작가. |
| en:George Alexander Macfarren  | 1813 | 1887 | 영국              | 중요한 오페라 작곡가, Robin Hood, She Stoops to Conquer, Helvellyn로 알려져 있음. 교사로도 알려져 있음.                                                                                               |
| en:Stephen Heller              | 1813 | 1888 | 헝가리            | 작곡가. 후기 낭만주의 작곡가에게 크게 영향을 끼침. |
| 리하르트 바그너                | 1813 | 1883 | 독일              | 중요한 오페라 작곡가. 니벨룽의 반지로 유명함. |
| en:Ernst Haberbier             | 1813 | 1869 | 독일              | 작곡가. |
| 주세페 베르디                  | 1813 | 1901 | 이탈리아          | 중요한 오페라 작곡가. 오페라 Nabucco, Rigoletto, La Traviata, Aida로 알려져 있음. |
| en:Charles-Valentin Alkan      | 1813 | 1888 | 프랑스            | 작곡가이자 거장 피아니스트. |
| en:Andonios Liveralis          | 1814 | 1842 | 그리스            | 오페라 작곡가이자 지휘자. |
| en:Giuseppe Lillo              | 1814 | 1863 | 이탈리아          | 작곡가. Odda di Bernaver와 Caterina Howard과 같은 오페라로 유명함. |
| en:Adolf von Henselt           | 1814 | 1889 | 독일              | 작곡가이자 피아니스트. |
| en:Philipp Fahrbach der Ältere | 1815 | 1885 | 오스트리아        | 작곡가. Philipp Fahrbach der Jüngere의 아버지. |
| en:Josephine Lang              | 1815 | 1880 | 독일              | 작곡가이자 피아니스트. |
| en:Ferdinand Praeger           | 1815 | 1891 | 독일              | 작곡가이자 피아니스트. |
| en:Robert Volkmann             | 1815 | 1883 | 독일              | 작곡가. 요하네스 브람스의 동료. |
| en:William Sterndale Bennett   | 1816 | 1875 | 영국              | 작곡가, 지휘자, 편곡가. |
| en:Charles Dancla              | 1817 | 1907 | 프랑스            | 바이올리니스트, 작곡가, 교사. |
| en:Émile Prudent               | 1817 | 1863 | 프랑스            | 피아니스트이자 작곡가. |
| en:Károly Thern                | 1817 | 1886 | 헝가리            | 작곡가, 지휘자, 교사. |
| en:Niels Gade                  | 1817 | 1890 | 덴마크            | 작곡가, 바이올리니스트, 오르가니스트. |
| en:Henry Litolff               | 1818 | 1891 | 영국              | 피아니스트이자 작곡가, 음악 출판가. Concerto Symphoniques으로 유명함. |
| 샤를 구노                      | 1818 | 1893 | 프랑스            | 작곡가. 오페라 파우스트 (오페라)와 로미오와 줄리엣으로 알려져 있음. |
| en:Antonio Bazzini             | 1818 | 1897 | 이탈리아          | 바이올리니스트, 작곡가, 교사. The Dance of the Goblins로 유명함. |
| 자크 오펜바흐                  | 1819 | 1880 | 프랑스            | 오페라와 오페레타 작곡가. 호프만의 이야기와 지옥의 오르페우스로 알려져 있음. |
| en:Franz von Suppé             | 1819 | 1895 | 오스트리아        | 작곡가, 지휘자. 오페레타로 유명함. |
| 스타니스와프 모니우슈코        | 1819 | 1872 | 폴란드            | 작곡가이자 폴란드 국민주의 음악의 아버지로 알려져 있음. |
| 클라라 슈만                    | 1819 | 1896 | 독일              | 작곡가이자 피아니스트. 낭만주의 시대를 이끈 한 사람인 로베트르 슈만의 아내. |

## 중기 낭만주의 시대 작곡가 (1820-39년 출생)
| Name                              | Date born | Date died | Nationality                | Comments |
| --------------------------------- | --------- | --------- | -------------------------- | --- |
| 앙리 비외탕                       | 1820      | 1881      | 벨기에                     | 작곡가이자 바이올리니스트. |
| en:Giovanni Bottesini             | 1821      | 1889      | 이탈리아                   | 지휘자, 작곡가, 콘트라베이스 연주 거장. |
| en:Josip Runjanin                 | 1821      | 1878      | 세르비아                   | 작곡가. |
| en:Emilie Hammarskjöld            | 1821      | 1854      | 스웨덴                     | 작곡가, 콘서트 피아니스트, 오르가니스트. |
| en:Joachim Raff                   | 1822      | 1882      | 스위스 출생 독일인         | 작곡가. 열한 개의 교향곡으로 알려져 있으며 대부분은 표제 음악임. |
| 세자르 프랑크                     | 1822      | 1890      | 벨기에 출생 프랑스인       | 작곡가. 교향곡 라단조 (프랑크)로 유명하며 오르간 작곡으로도 유명함. |
| en:Luigi Arditi                   | 1822      | 1903      | 이탈리아                   | 작곡가, 바이올리니스트이자 지휘자. |
| 에두아르 랄로                     | 1823      | 1892      | 프랑스                     | 작곡가. 바이올린과 오케스트라를 위한 스페인 교향곡과 첼로 협주곡으로 유명함. |
| en:Theodor Kirchner               | 1823      | 1903      | 독일                       | 작곡가이자 피아니스트. 1,000개의 소품을 썼다. |
| en:Kurmangazy Sagyrbayuly         | 1823      | 1896      | 카자흐스탄                 | 작곡가. |
| 안톤 브루크너                     | 1824      | 1896      | 오스트리아                 | 교향곡 작곡가. 9개의 대규모 교향곡(미완성 곡 포함)으로 유명함. |
| 베드르지흐 스메타나               | 1824      | 1884      | 체코                       | 국민주의 작곡가. 6개의 교향시와 나의 조국 (스메타나)와 오페라 팔려간 신부.로 유명함. |
| 카를 라이네케                     | 1824      | 1910      | 독일                       | 작곡가, 지휘자이자 피아니스트. 35년간 라이프치히 게반트하우스 관현악단을 지휘하였음. |
| en:Jean-Baptiste Arban            | 1825      | 1889      | 프랑스                     | 작곡가이자 거장 코넷 연주가. "Trumpeter's Bible"(en:Grande méthode complète pour cornet à pistons et de saxhorn)을 썼음.                                                                            |
| 요한 슈트라우스 2세               | 1825      | 1899      | 오스트리아                 | "왈츠의 왕"으로 알려진 작곡가. 오스트리아 춤곡 작곡가 요한 슈트라우스 1세의 아들이자 Josef Strauss와 Eduard Strauss의 형. 아름답고 푸른 도나우와 박쥐 (오페레타)가 유명함.                          |
| en:Richard Hol                    | 1825      | 1904      | 네덜란드                   | 오르간 작곡가. |
| 스티븐 포스터                     | 1826      | 1864      | 미국                       | "미국 음악의 아버지"로 알려진 작곡가이자 작사가. "오! 수재나", "en:Camptown Races", "en:Old Folks at Home", "켄터키 옛집", "금발의 제니", "en:Old Black Joe", "en:Beautiful Dreamer" 등으로 유명함. |
| en:Ivar Hallström                 | 1826      | 1901      | 스웨덴                     | 오페라 작곡가. |
| en:Ludwig Minkus                  | 1826      | 1917      | 오스트리아                 | 발레 음악 작곡가. |
| en:Prince Gustav, Duke of Uppland | 1827      | 1852      | 스웨덴                     | 작곡가이자 오스카르 1세의 두 번째 아들. |
| en:Josef Strauss                  | 1827      | 1870      | 오스트리아                 | 작곡가이자 요한 슈트라우스 2세의 동생. |
| en:Adolphe Blanc                  | 1828      | 1885      | 프랑스                     | 실내악 작곡가. |
| en:Adrien Barthe                  | 1828      | 1898      | 프랑스                     | 작곡가. |
| en:Johann Dubez                   | 1828      | 1891      | 오스트리아                 | 작곡가이자 만돌린 연주가. |
| en:Jacques Blumenthal             | 1829      | 1908      | 독일                       | 작곡가. |
| en:Louis Moreau Gottschalk        | 1829      | 1869      | 미국                       | 작곡가이자 피아노 연주로 유명함. |
| 안톤 루빈시테인                   | 1829      | 1894      | 러시아                     | 지휘자, 작곡가, 피아니스트. |
| 골드마르크 카로이                 | 1830      | 1915      | 헝가리                     | 작곡가. |
| 한스 폰 뷜로                      | 1830      | 1894      | 독일                       | 지휘자, 작곡가, 거장 피아니스트. |
| en:Theodor Leschetizky            | 1830      | 1915      | 폴란드                     | 피아니스트, 교수, 작곡가. |
| en:Ivan Larionov                  | 1830      | 1889      | 러시아                     | 작곡가, 작가, 민속 연구가. |
| en:Kornelije Stanković            | 1831      | 1865      | 세르비아                   | 작곡가. |
| en:Jan Gerard Palm                | 1831      | 1906      | 퀴라소                     | 작곡가, 마주르카, 왈츠, 환상곡, 세레나데로 유명함. |
| en:Hiromori Hayashi               | 1831      | 1896      | 일본                       | 작곡가. 일본의 국가를 작곡함. |
| 요제프 요아힘                     | 1831      | 1907      | 헝가리                     | 작곡가, 바이올리니스트, 지휘자, 교사. |
| en:Eduardo Mezzacapo              | 1832      | 1898      | 이탈리아                   | 만돌리 연주가, 작곡가, 교사. Aubade for Mandolin, Violin and Guitar, Tarantella "Napoli" 로 유명함.                                                                                                 |
| en:August Söderman                | 1832      | 1876      | 스웨덴                     | 작곡가. 가곡과 합창곡으로 유명함. |
| en:Francis Edward Bache           | 1833      | 1858      | 영국                       | 작곡가. 오르가니스트. |
| 알렉산드르 보로딘                 | 1833      | 1887      | 러시아                     | 화학자, 국민주의 작곡가. 러시아 5인조의 일원이며, 오페라 이고리 왕자로 유명함. |
| 요하네스 브람스                   | 1833      | 1897      | 독일                       | 작곡가, 낭만주의 시대를 이끈 음악가. 네 개의 교향곡, 바이올린 협주곡 (브람스), 두 개의 피아노 협주곡, 독일 레퀴엠으로 유명함.                                                                       |
| 아밀카레 폰키엘리                 | 1834      | 1886      | 이탈리아                   | 오페라 작곡가. 라 조콘다 (오페라)로 유명함. |
| 테클라 봉다제프스카바라노프스카   | 1834      | 1861      | 폴란드                     | |
| en:Julius Reubke                  | 1834      | 1858      | 독일                       | 피아노 및 오르간 작곡가. en:Sonata on the 94th Psalm로 유명함. |
| en:Peter Benoit                   | 1834      | 1901      | 플랑드르(벨기에)           | 작곡가. |
| en:Giuseppe Branzoli              | 1835      | 1909      | 이탈리아                   | 만돌리 연주가, 바이올리니스트, 작곡가, 음악역사가. |
| en:Felix Draeseke                 | 1835      | 1913      | 독일                       | 작곡가. |
| 카미유 생상스                     | 1835      | 1921      | 프랑스                     | 음악 평론가, 작곡가, 피아니스트, 오르가니스트, 삼손과 데릴라 (오페라)로 유명함. |
| 헨리크 비에니아프스키             | 1835      | 1880      | 폴란드                     | 작곡가, 바이올리니스트. 두 개의 협주곡으로 유명함. |
| en:Eduard Strauss                 | 1835      | 1916      | 오스트리아                 | 작곡가이자 요한 슈트라우스 2세와 en:Josef Strauss의 동생. |
| 체자르 큐이                       | 1835      | 1918      | 러시아                     | 군대 장교, 음악 평론가, 러시아 5인조의 작곡가. |
| en:Davorin Jenko                  | 1835      | 1914      | 슬로베니아 출생 세르비아인 | 작곡가, 지휘자. |
| en:Friedrich Baumfelder           | 1836      | 1916      | 독일                       | 피아노곡, 합창곡, 오케스트라 작곡가. 'Tirocinium musicae'와 'Melody in F major'로 알려져 있음. |
| 레오 들리브                       | 1836      | 1891      | 프랑스                     | 작곡가. 발레 작곡가. 코펠리아, Sylvia, 라크메로 알려져 있음. |
| en:Antônio Carlos Gomes           | 1836      | 1896      | 브라질                     | 오페라 작곡가. |
| en:Bertha Tammelin                | 1836      | 1915      | 스웨덴                     | 작곡가, 콘서트 피아니스트, 오페라 성악가. |
| en:Julius Weissenborn             | 1837      | 1888      | 독일                       | 바순 연주가. 음악 교사. Practical Bassoon School로 유명함. |
| en:Émile Waldteufel               | 1837      | 1915      | 프랑스                     | "light music" 작곡가. |
| 밀리 발라키레프                   | 1837      | 1910      | 러시아                     | 국민주의 작곡가. 러시아 5인조의 리더. |
| 조르주 비제                       | 1838      | 1875      | 프랑스                     | 작곡가. 오페라 카르멘으로 유명함. |
| 막스 브루흐                       | 1838      | 1920      | 독일                       | 작곡가. 바이올린 협주곡 1번 (브루흐), 스코틀랜드 환상곡, 첼로와 오케스트라를 위한 Kol Nidrei으로 유명함.                                                                                            |
| 모데스트 무소륵스키               | 1839      | 1881      | 러시아                     | 국민주의 작곡가. 러시아 5인조의 일원. 피아노 곡 전람회의 그림으로 유명함. |
| en:John Knowles Paine             | 1839      | 1906      | 미국                       | 작곡가. |
| en:Josef Rheinberger              | 1839      | 1901      | 독일                       | 작곡가이자 오르간 연주가. 리히텐슈타인 출생이며 20개의 소나타를 포함한 오르간 음악으로 알려져 있음.                                                                                                 |

## 후기 낭만주의 시대 작곡가 (1840-59년 출생)
| Name                                | Date born | Date died | Nationality              | Comments |
| ----------------------------------- | --------- | --------- | ------------------------ | --- |
| 표트르 차이콥스키                   | 1840      | 1893      | 러시아                   | 작곡가. 그의 작품으로는 세 개의 발레곡, 호두까기 인형, 백조의 호수, The Sleeping Beauty, 오페라 예브게니 오네긴 (오페라), 1812년 서곡, 피아노 협주곡 1번 (차이콥스키), 바이올린 협주곡 (차이콥스키), 7개의 교향곡이 있음. |
| en:John Stainer                     | 1840      | 1901      | 영국                     | 작곡가. 오르가니스트. |
| en:Louis-Albert Bourgault-Ducoudray | 1840      | 1910      | 프랑스                   | 작곡가. |
| 요한 스벤젠                         | 1840      | 1911      | 노르웨이                 | 작곡가. 지휘자. 바이올리니스트. |
| en:Louis Brassin                    | 1840      | 1884      | 벨기에                   | 피아니스트, 작곡가. 교육가. |
| 에마뉘엘 샤브리에                   | 1841      | 1894      | 프랑스                   | 모리스 라벨, 프랑스 6인조, en:Jean Françaix을 비롯한 프랑스 작곡가의 영향을 받은 작곡가. 오페라 L'étoile, 광시곡 España으로 유명함.                                                                                       |
| en:Felip Pedrell                    | 1841      | 1922      | 스페인                   | 오페라, en:zarzuela, 교회 음악을 작곡한 작곡가. 이사크 알베니스, 엔리케 그라나도스, 마누엘 데 파야에게 가르침을 주고 영향을 끼침.                                                                                         |
| en:Giovanni Sgambati                | 1841      | 1914      | 이탈리아                 | 작곡가. 지휘자. 피아니스트. |
| 안토닌 드보르자크                   | 1841      | 1904      | 체코                     | 작곡가. 교향곡 9번 (드보르자크)으로 유명함. |
| en:Giuseppe Silvestri               | 1841      | 1921      | 이탈리아                 | 작곡가. 만돌린 연주가. |
| 아리고 보이토                       | 1842      | 1918      | 이탈리아                 | 작곡가. 리브레토 작가. 오페라 en:Mefistofele로 유명함. |
| en:Mykola Lysenko                   | 1842      | 1912      | Ukrainian                | 작곡가. 피아니스트, 지휘자. 민족음악학자. |
| Johann Nepomuk Fuchs                | 1842      | 1899      | 오스트리아               | 작곡가. 지휘자. 교사. |
| 쥘 마스네                           | 1842      | 1912      | 프랑스                   | 작곡가. 오페라 마농, 베르테르 (오페라)로 유명하며 오페라 타이스 (오페라)의 바이올린곡 Méditation으로 유명함. |
| 아서 설리번                         | 1842      | 1900      | 영국                     | 작곡가. 오페레타로 유명함. |
| en:Calixa Lavallée                  | 1842      | 1891      | 캐나다                   | 작곡가. 캐나다의 국가를 작곡한 것으로 유명함. |
| Émile Bernard                       | 1843      | 1902      | 프랑스                   | 작곡가. 오르가니스트. Divertissement For Doubled Wind Quintet으로 유명함. |
| Philipp Fahrbach der Jüngere        | 1843      | 1894      | 오스트리아               | 작곡가. Philipp Fahrbach der Ältere의 아들. |
| 에드바르 그리그                     | 1843      | 1907      | 노르웨이                 | 작곡가. 페르 귄트 모음곡으로 유명함. |
| en:David Popper                     | 1843      | 1913      | 체코                     | 작곡가. 첼리스트. 40곡의 에튀드(etude), 4곡의 협주곡, 첼로와 오케스트라를 위한 헝가리안 랩소디(광시곡)으로 유명함. |
| Georg Hendrik Witte                 | 1843      | 1929      | 네덜란드                 | 작곡가. 교수, 왕실 음악 감독. Essen 지역의 'Musikverein'의 지휘자. |
| 니콜라이 림스키코르사코프           | 1844      | 1908      | 러시아                   | 작곡가. 러시아 5인조의 일원. The Tale of Tsar Saltan의 왕벌의 비행으로 유명함. |
| en:Pietro Armanini                  | 1844      | 1895      | 이탈리아                 | 작곡가. 만돌린 연주가. 교사. 두 개의 춤곡 La cigale polka pour (The Grasshopper Polka), L'éventail polka-mazurka (The Range Mazurka)으로 유명함.                                                                          |
| 파블로 데 사라사테                  | 1844      | 1908      | 스페인                   | 바이올리니스트. 작곡가. en:Zigeunerweisen, Carmen Fantasy으로 유명함. |
| 샤를마리 비도르                     | 1844      | 1937      | 프랑스                   | 작곡가. 오르간 작품으로 유명함. |
| 프리드리히 니체                     | 1844      | 1900      | 독일                     | 문헌학자, 철학자, 문화 평론가, 시인이자 작곡가. |
| 이오시프 이바노비치                 | 1845      | 1902      | 세르비아 출생 루마니아인 | 작곡가. 왈츠 en:Waves of the Danube로 유명함. |
| 가브리엘 포레                       | 1845      | 1924      | 프랑스                   | 작곡가. 실내악, 진혼곡으로 유명함. |
| en:Ignaz Brüll                      | 1846      | 1907      | 오스트리아               | 작곡가. 피아니스트. |
| en:Luigi Denza                      | 1846      | 1922      | 이탈리아                 | 오페라 작곡가. |
| en:Ferdinando de Cristofaro         | 1846      | 1890      | 이탈리아                 | 만돌린 연주가, 피아니스트, 작곡가. 음악 교사. |
| en:Zygmunt Noskowski                | 1846      | 1909      | 폴란드                   | 작곡가. 지휘자. 교사. |
| en:Robert Fuchs                     | 1847      | 1927      | 오스트리아               | 작곡가. 음악 교사. |
| en:Chiquinha Gonzaga                | 1847      | 1935      | Brazilian                | 작곡가. 피아니스트, 지휘자. |
| en:Augusta Holmès                   | 1847      | 1903      | 프랑스                   | 아일랜드 계통의 작곡가. |
| en:Philipp Scharwenka               | 1847      | 1917      | 독일-폴란드              | 작곡가. 음악 교사. en:Xaver Scharwenka의 형제. |
| 앙리 뒤파르크                       | 1848      | 1933      | 프랑스                   | 작곡가. |
| en:Hubert Parry                     | 1848      | 1918      | 영국                     | 작곡가. 합창곡 예루살렘 (찬가)으로 유명함. |
| en:Benjamin Godard                  | 1849      | 1895      | 프랑스                   | 작곡가. 바이올리니스트. |
| en:Ernesto Köhler                   | 1849      | 1907      | 이탈리아                 | 플루트 연주가. 작곡가. Progress In Flute Playing으로 유명함. |
| en:C. A. Bracco                     | 1850      | 1903      | 이탈리아                 | 만돌린 연주가. 바이올리니스트. 작곡가. 지휘자. I mandolini a congresso으로 유명함. |
| 즈데네크 피비히                     | 1850      | 1900      | 체코                     | 작곡가. 두 개의 오페라, Šárka, The Bride of Messina로 유명함. |
| en:Xaver Scharwenka                 | 1850      | 1924      | 독일-폴란드              | 작곡가. 피아니스트. 음악 교사. en:Philipp Scharwenka의 형제. |
| en:Alexandre Luigini                | 1850      | 1906      | 프랑스                   | 작곡가. 지휘자. |
| en:Max Josef Beer                   | 1851      | 1908      | 오스트리아               | 작곡가. |
| en:Josif Marinković                 | 1851      | 1931      | 세르비아                 | 작곡가. |
| 뱅상 당디                           | 1851      | 1931      | 프랑스                   | 작곡가. 에리크 사티, 다리우스 미요의 스승. |
| 프란시스코 타레가                   | 1852      | 1909      | 스페인                   | 작곡가. 기타 연주자. |
| Hans Huber                          | 1852      | 1921      | 스위스                   | 작곡가. |
| en:Charles Villiers Stanford        | 1852      | 1924      | 아일랜드                 | 작곡가. |
| en:Ciprian Porumbescu               | 1853      | 1883      | 루마니아                 | 작곡가. |
| en:Teresa Carreño                   | 1853      | 1917      | Venezuelan               | 작곡가. 피아니스트. |
| 엥겔베르트 훔퍼딩크                 | 1854      | 1921      | 독일                     | 오페라 작곡가. 리하르트 바그너으로부터 영향을 받았으며, 헨젤과 그레텔 (오페라)으로 유명함. |
| 레오시 야나체크                     | 1854      | 1928      | 체코                     | 작곡가. 두 개의 오페라, 카탸 카바노바, 예누파, 두 개의 오케스트라, Sinfonietta, Taras Bulba로 유명함. |
| en:Alfredo Catalani                 | 1854      | 1893      | 이탈리아                 | 작곡가. 두 개의 오페라, Loreley, en:La Wally로 유명함. |
| en:Moritz Moszkowski                | 1854      | 1925      | 독일                     | 작곡가. 피아니스트. |
| 존 필립 수자                        | 1854      | 1932      | 미국                     | 작곡가. 지휘자. 성조기여 영원하라로 유명함. |
| en:Bernard Zweers                   | 1854      | 1924      | 네덜란드                 | 작곡가. |
| en:George Whitefield Chadwick       | 1854      | 1931      | 미국                     | 작곡가. |
| 에르네스트 쇼송                     | 1855      | 1899      | 프랑스                   | 작곡가. 세자르 프랑크, 리하르트 바그너로부터 영향을 받았음. |
| en:Jean Pietrapertosa               | 1855      | 1940      | 이탈리아-프랑스          | 작곡가. 만돌린 연주가. |
| en:Julius Röntgen                   | 1855      | 1932      | 독일-네덜란드            | 작곡가. 요하네스 브람스로부터 영향을 받았고, 에드바르 그리그의 가까운 친구. |
| 아나톨리 리야도프                   | 1855      | 1914      | 러시아                   | 작곡가. 교사. 지휘자. |
| en:Arnold Mendelssohn               | 1855      | 1933      | 독일                     | 작곡가. 음악 교사. |
| en:Stevan Mokranjac                 | 1856      | 1914      | 세르비아                 | 작곡가. |
| en:Giuseppe Martucci                | 1856      | 1909      | 이탈리아                 | 작곡가. 음악 교사. |
| 세르게이 타네예프                   | 1856      | 1915      | 러시아                   | 작곡가. 피아니스트. 음악 교사. |
| en:Christian Sinding                | 1856      | 1941      | 노르웨이                 | 작곡가. |
| 에드워드 엘가                       | 1857      | 1934      | 영국                     | 작곡가. 오라토리오, 실내악, 협주곡, 교향곡을 작곡하였고, 수수께끼 변주곡, 사랑의 인사, Cello Concerto, 위풍당당 행진곡으로 유명함.                                                                                        |
| en:Cécile Chaminade                 | 1857      | 1944      | 프랑스                   | 작곡가. 피아니스트. |
| 루제로 레온카발로                   | 1857      | 1919      | 이탈리아                 | 오페라 작곡가. 팔리아치로 유명함. |
| 자코모 푸치니                       | 1858      | 1924      | 이탈리아                 | 오페라 작곡가. 라 보엠, 토스카, 나비 부인으로 유명함. |
| en:Eugène Ysaÿe                     | 1858      | 1931      | 벨기에                   | 작곡가. 바이올리니스트. 바이올린 소나타로 유명함. |
| en:Carlo Curti                      | 1859      | 1926      | 이탈리아                 | 작곡가. 지휘자. 실로폰 및 만돌린 연주가. |
| 미하일 이폴리토프이바노프           | 1859      | 1935      | 러시아                   | 작곡가. 지휘자. 교사. |
| en:Victor Herbert                   | 1859      | 1924      | 아일랜드 출생 미국인     | 작곡가. 첼리스트. 지휘자. 오페레타 Babes in Toyland로 유명함. |
| en:Sergei Lyapunov                  | 1859      | 1924      | 러시아                   | 작곡가. 피아니스트. |
| en:Per Lasson                       | 1859      | 1883      | 노르웨이                 | 작곡가. 노르웨이 화가 en:Oda Krohg의 형제. |
| Robert Tolinger                     | 1859      | 1911      | 체코 출생 세르비아인     | 작곡가. 지휘자. |